# Президентство Джона Куинси Адамса
Президентство Джона Куинси Адамса началось 4 марта 1825 года, когда прошла его инаугурация как шестого президента США, и закончилась 4 марта 1829 года. До этого Дон Куинси Адамс занимал пост госсекретаря в кабинете Джеймса Монро; он стал президентом после победы на президентских выборах 1824 года над Генри Клеем, Уильямом Кроуфордом и Эндрю Джексоном. Джексон критиковал политику Адамса во все годы его президентства и легко победил его на выборах 1828 года.
Адамс был сторонником Американской системы Генри Клея, предлагал больше инвестировать денег в улучшение инфраструктуры, в строительство дорог и каналов, и в развитие системы образования. Однако у него не было сильных сторонников и его инициативы не были одобрены Конгрессом. Он одобрил предложенный конгрессом протекционистский тариф 1828 года, что испортило его репутацию в стране. Точно так же и в сфере внешней политики многие предложения Адамса были блокированы Конгрессом.
В президентство Адамса в США начала формироваться Вторая партийная система: Эндрю Джексон, Мартин ван Бюрен и Джон Кэлхун все три года создавали новую Демократическую партию, что позволило им в 1828 году с большим перевесом голосов победить на выборах Адамса и его Национальную республиканскую партию.
В рейтинге американских президентов Адамс занимает позиции выше среднего. Он находится на 13-м месте по статистике C-SPAN 2017 года, что на уровень ниже Барака Обамы и на уровень выше Джеймса Полка.

### Статьи
- O’Connor, Peter. «John Quincy Adams: An Exceptionally Average President?» in Perspectives on Presidential Leadership (Routledge, 2014) pp. 43-60